# Timothy Landon
John Timothy Whittington Landon (* 20. August 1942 auf Vancouver Island, Kanada; † 6. Juli 2007 im Vereinigten Königreich) war ein kanadischer Nachrichtenoffizier, Regierungsberater und Geschäftsmann. Er machte in den 1970er-Jahren in Oman Karriere und wurde in späteren Jahren mehrmals beschuldigt, an Lobbying bei Amtsträgern für Geschäftsanbahnungen beteiligt gewesen zu sein.

## Leben

### 1942–1963: Kindheit und Jugend
Landon wurde als Sohn eines englischen Armeeoffiziers und einer kanadischen Maskenbildnerin geboren. Er besaß seit seiner Geburt die kanadische Staatsbürgerschaft, spätestens 1982 zudem die des Oman.
1953 zog die Familie nach Großbritannien. Er besuchte das Eastbourne College, anschließend ab 1960 die Royal Military Academy Sandhurst. In seiner Jugend war er Hobbyboxer. 1962 wurde er dem 10th Royal Hussars-Kavallerieregiment zugeteilt, was für einen Kadetten ohne private Geldmittel durchaus überraschend war. Sein Regiment wurde im August 1964 nach Aden entsandt, wo es schwere Kämpfe zwischen der britisch unterstützten Südarabischen Föderation, der marxistischen Nationalen Befreiungsfront (NLF) und der nationalliberalen Befreiungsfront für den besetzten Südjemen (FLOSY) gab. Im nächsten Jahr bewarb er sich um eine Versetzung nach Maskat.

### 1965–1979: Karriere in Oman
Vermutlich ging Landon als Vertragsoffizier in den Oman. Zu dieser Zeit befanden sich im Sultanat sowohl von britischen Militärberatern geleitete Regimenter, die die offizielle Armee des Oman bildeten, als auch britische Regimenter. Landons nachrichtendienstliches Talent wurde von den Zuständigen entdeckt, er wurde Assistant Information Officer und erhielt das Kommando über den Nachrichtengewinnungstrupp des Muscat Regiment. Landon war dem omanischen Nachrichtendienst unter Brigadier Malcolm Dennison unterstellt.
Er arbeitete zunächst in der Region Dhofar, in der seit 1963 eine sezessionistische Rebellion im Gange war, die von der Sowjetunion und jemenitischen Gruppen unterstützt wurde. Hier lernte er Ranulph Fiennes kennen, der über Landons Arbeit in Dhofar sagte: „Wir hatten vorher nie gute Informationen, aber Tim lieferte sie. Er lernte die Einheimischen und ihre Sprache kennen und hielt uns am Laufenden.“
Zur etwa selben Zeit kehrte der omanische Thronfolger Qabus bin Said in das Land zurück. Die britische Regierung und das Ölunternehmen „Petroleum Development Oman“ hatten ein Interesse daran, den amtierenden Sultan Said ibn Taimur abzusetzen. Aus diesem Grund arrangierte Dennison, dass Landon mit Qabus regelmäßig zusammentreffen konnte. Im Auftrag der britischen Regierung sollte Landon dem ebenfalls in Sandhurst sozialisierten Thronfolger die Idee eines Staatsstreichs nahelegen. Es gelang ihm, Qabus von der Umsetzung dieser Pläne zu überzeugen. Am 23. Juli 1970 konfrontierten Scheich Buraik ibn Hamud al-Ghafiri und Major Neville „Spike“ Powell den Sultan und forderten ihn zum Rücktritt auf. Lt-Col. Edward Turnill legte dem Sultan ein Abdankungsschreiben vor, das dieser unterschrieb. Der abgedankte Sultan wurde mit einer Britannia nach England ausgeflogen. Landon wartete diese Ereignisse gemeinsam mit Qabus in einem Haus in Sicherheit ab. Mitunter wurde Landon später eine aktivere Rolle zugeschrieben, tatsächlich betrat er den Palast während des Putsches nie. Said ibn Taimur schrieb Landon die Schuld an seinem Umsturz zu, 1972 sagte er öffentlich: „Ich hätte Landon erschießen lassen sollen.“
Vom neuen Herrscher Qabus bin Said wurde Timothy Landon zum Militärberater und zum für die Ausrüstung der Streitkräfte zuständigen Adjutant ernannt. Die Verteidigungsausgaben des Oman stiegen rapide, Landon arrangierte Waffengeschäfte zur Neuausstattung der Armee und Verträge mit britischen Unternehmen zur Entwicklung des Landes. John Beasant, Autor von „Oman: The True Drama and Intrigue of an Arab State“, beurteilt Landons großen Verdienst darin, einem jungen und unerfahrenen Herrscher bei der Ausführung einer guten Herrschaft und der Kreation eines modernen Staates assistiert zu haben. Er erhielt aufgrund seines Einflusses den Spitznamen „Weißer Sultan des Oman“.
In seiner Funktion verhalf Landon sowohl dem international geächteten Rhodesien als auch dem südafrikanischen Apartheidregime in den späten 1970er-Jahren zur Versorgung mit omanischem Öl. Sein Biograf Beasant führt das auf den Wunsch Landons zurück, Verwandte in den beiden Staaten zu unterstützen.
Parallel zum Ausbau der omanischen Infrastruktur wuchs auch Landons Reichtum. Seine Tätigkeiten wurden von Sultan Qabus gut dotiert, zudem soll er für die Einfädelung von Geschäften mit westlichen Unternehmen Extrazahlungen erhalten haben. Im Vereinigten Königreich kursierten Gerüchte über Geldgeschenke Qabus' zu Landons Geburtstagen in der Höhe von je 1 Million Pfund. Dokumentiert ist, dass Landon vom Unternehmen Ashland Oil Geldzahlungen für die Genehmigung von Geschäften im Oman erhielt. Ein unternehmensinterner Bericht von Ashland kam 1981 zum Schluss, dass die Zahlungen den US-amerikanischen „Foreign Corrupt Practices Act“ nicht verletzt hätten.
1977 heiratete er Katalina Esterhazy de Galantha.

### 1980–1990: Rückkehr in das Vereinigtes Königreich
Rund um das Jahr 1980 herum zog Landon in das Vereinigte Königreich. Dort zeigte er sich kaum in der Öffentlichkeit, was zu seinem Ruf des mysteriösen Waffen- und Ölhändlers beitrug. In seinen seltenen Aussagen gegenüber der Presse stritt Landon ab, sein Vermögen illegal verdient zu haben. Er investierte das Geld in den folgenden Jahren. Landon wurde zu einem der größten Grundbesitzer Großbritanniens. Zum Zeitpunkt seines Todes besaß er Tausende Hektar Moor in Nordengland und Schottland.
In den frühen 1980er-Jahren hatte Landon enge Beziehungen zu Mark Thatcher. Dies führte 1984 zu einer parlamentarischen Anfrage, wie oft Landon in 10 Downing Street zu Gast gewesen war. Premierministerin Margaret Thatcher antwortete, dass Landon nur 1982 im Rahmen des Staatsbesuchs des Sultan von Oman ihren Amtssitz betreten hatte.
Auch nach seiner Rückkehr in das Vereinigte Königreich hatte Landon beste Kontakte in den Oman. 1979 kontaktierte Ranulph Fiennes Landon, da er Sponsoren für seine Transglobe-Expedition suchte. Sultan Qabus sagte daraufhin eine Finanzierung zu. Zu einer Party mit Fiennes in Mayfair sollen britische Unternehmer eingeladen worden sein, die in den Markt im Oman einsteigen wollten. Landon verhalf dem Oman zu einer Schlüsselrolle als Waffenkanal vom arabischen Golf nach Karatschi, von wo aus Waffen an die afghanischen Mudschaheddin geschickt wurden. Im selben Zeitraum soll Landon der schwedischen Firma Bofors geholfen haben, eine Kanone in den Oman zu schmuggeln, deren Verkauf die schwedische Regierung verhindern hätte wollen. 1985 berichtete die New York Times, Landon hätte in der Vergangenheit mit der CIA zusammengearbeitet. Zum Zeitpunkt der Publikation habe Landon zwar keine offizielle Rolle im Oman mehr inne, aber noch immer „unter den Nicht-Omanis den besten Zugang zum Sultan“ gehabt. Landon half dem Chairman des außenpolitischen Forums Le Cercle, Julian Amery, im November 1990 ein Treffen der Organisation im Oman zu organisieren. Landon und zwei weitere omanische Berater nahmen fortan regelmäßig an Treffen des Cercle teil.
Landon hatte ein Faible für Yachten. 1979 beauftragte er Claus Kusch erstmals mit dem Bau einer „Superyacht“, die zwischen 1980 und 1982 von Amels gebaut wurde und den Namen Katalina trug. Heute ist dieses Schiff als Lady Georgina bekannt. Das Design wurde von Kusch weiterentwickelt, 1987 die von  Blohm + Voss gebaute größere Katalina (II) an Landon ausgeliefert (heute „Astarte II“). Nur wenige Jahre später orderte dieser erneut eine noch größere Yacht: die dritte Katalina wurde von der Peene-Werft kurz nach Fall der Berliner Mauer gefertigt, die von seiner Ehefrau mitdesignte Innenausstattung in Hamburg eingebaut. Kurz vor der Auslieferung verkaufte Landon jedoch die Yacht an Sir Donald Gosling weiter, der ihr den Namen Leander gab.
Eine der ersten Windturbinen im Königreich wurde in seinem Auftrag in Faccombe errichtet, einem 4000-Hektar-Anwesen in seinem Besitz in Hampshire.

### 1990–2007: Skandale rund um Lobbying und Geschäftsvermittlung
2007 verstarb Landon an Lungenkrebs. Wenige Monate später erschienen in mehreren Medien Berichte über Landons Involvierung in mehrere Skandale.
Laut einem Bericht des Sveriges Radio hatte Landon Verbindungen zu einer Schweizer Managementagentur und einem Londoner Finanzunternehmen, über die Ericsson in den 1990er-Jahren Gelder an den Telekommunikationsminister des Oman zahlte. An derselben Schweizer Adresse war auch das Unternehmen Valurex angemeldet, das Landon zugerechnet wird. Valurex wurde von Saab beauftragt, in Tschechien für den Ankauf von Gripen-Kampfflugzeugen zu lobbyieren. Die tschechische Polizei stieß 2007 auf die Offshorefirma, laut ihr erfolgten über das Konstrukt ab 2003 Zahlungen von BAE Systems an Alfons Mensdorff-Pouilly. Der Österreicher ist ein Cousin von Landons Ehefrau, Timothy Landon hatte ihm 1992 einen Beratervertrag mit BAE vermittelt. 2012 gab ein ehemaliger Vermögensberater Landons gegenüber der britischen Anti-Korruptionsbehörde SFO angeblich an, dass bei Besprechungen zwischen Managern von BAE Systems und Mensdorff-Pouilly „Schmiergelder“ thematisiert wurden. Mensdorff betonte laut eigener Aussage in diesen Besprechungen, dass keine Schmiergelder zur Überzeugung der Politiker notwendig seien. Die Zahlungen an Valurex seien für Landon gedacht gewesen, Mensdorff habe das Geld treuhändisch verwahrt und die Firmenkonstruktion nie verstanden. Im Auftrag Landons sei das Geld in Projekte in Dubai und Russland investiert worden.

## Ehrungen
- 1982: Ehrenritterschaft[3]